# Anthony Tokpah
Anthony Tokpah (ur. 26 lipca 1977) – liberyjski piłkarz występujący na pozycji bramkarza.

## Kariera klubowa
W latach 1992–1994 Tokpah grał w zespołach z RPA - Ratanang Maholosiane oraz Manning Rangers. W 1995 roku przeszedł do chorwackiego Hajduka Split. W sezonie 1995/1996 rozegrał tam 7 spotkań w pierwszej lidze chorwackiej i wraz z Hajdukiem wywalczył wicemistrzostwo Chorwacji. W 1996 roku przebywał na wypożyczeniu w HNK Trogir. Następnie wrócił do Hajduka, jednak do 2000 roku nie rozegrał tam już żadnego spotkania w lidze.
Potem Tokpah grał w amerykańskich zespołach Hershey Wildcats oraz Atlanta Silverbacks, grających w lidze A-League, stanowiącej drugi poziom rozgrywek. W 2004 roku zakończył karierę.

## Kariera reprezentacyjna
W reprezentacji Liberii Tokpah zadebiutował w 1996 roku. W tym samym roku został powołany do kadry na Puchar Narodów Afryki. Zagrał na nim w meczach z Gabonem (2:1) i Zairem (0:2), a Liberia zakończyła turniej na fazie grupowej.